# Sint-Gertrudiskerk (Appelterre)
De Sint-Gertrudiskerk is de parochiekerk van het dorp Appelterre in de Belgische stad Ninove. De kerk staat aan de Joannes Baptist Van Langenhaeckestraat 1.

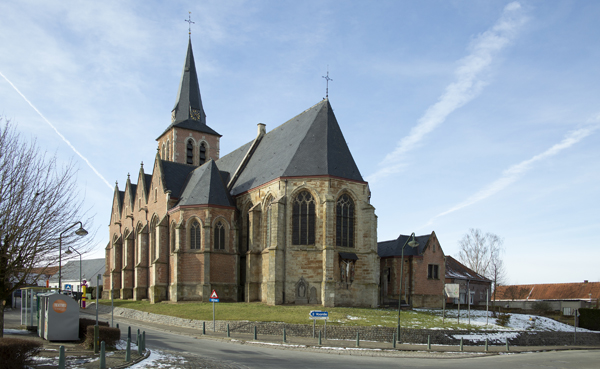
Sint-Gertrudiskerk

## Geschiedenis
Het patronaatsrecht van deze kerk behoorde toe aan de Abdij van Nijvel. Er was een gotische kerk uit de 15e en 16e eeuw met een zware toren. In 1909 werd deze kerk geheel vernieuwd in neogotische trant, met behoud van het gotisch koor. Dit naar ontwerp van Henri Vaerwyck en Valentin Vaerwyck.
De kerk werd in 1979 beschermd als monument.

## Gebouw
Het betreft een driebeukige neogotische kerk met voorgebouwde toren. Het gotisch koor is driezijdig afgesloten en gebouwd in zandsteen. De overige delen van de kerk zijn uitgevoerd in baksteen met gebruik van grijswitte natuursteen. De zijkoren zijn neogotisch.

## Interieur
Het schilderij Onze-Lieve-Vrouw met rozenkrans wordt toegeschreven aan Joost van Cleef de oude dan wel aan Gaspar de Crayer. In de koorlambrisering werden een aantal medaillons aangebracht uit de 2e helft van de 18e eeuw. De lambrisering in het kerkschip is van 1746, evenals de communiebank. Er zijn twee biechtstoelen van 1756 en de preekstoel is van 1764. De kerkmeesterbanken zijn uit het 2e en 3e kwart van de 18e eeuw.